# 傅作舟 (解元)
傅作舟（1605年—1644年），字伯济，号槎仙。河南登封县人。明末清初文人，崇祯丙子解元。

## 生平
崇祯九年（1636年）中式丙子科河南乡试第一名举人。崇祯十七年（清順治元年，1644年），明亡。清軍入北京，傅作舟任吏部司務。被熊白龙指控，以受賄在京師棄市。臨終曰：“奈何复与杨恽、稽康同一死耶！”葬碑旨村。

## 著作
傅作舟十岁即以诗文知名，《谟觞居士古文辞》一卷，有《枝吟露鸣诗》二卷，《制艺》一卷。
今少林寺的梅花碑，立于明崇祯六年（1633年），有画家别山所绘梅花图，并刻傅作舟题所作咏梅诗二首。
- 其一：

扫就寒琼百不枝，孤清帖画中峰诗。
溜鹿透取春消息，了却当年微笑时。
- 其二：

不向宫中点艳妆，却容月下梦函香。
道人欲把花魁问，春到梅梢第几霜？

## 家族
父傅性良，曾陕西永寿县知县。弟傅作霖，清初进士。子傅而师，清初举人。